# Les Noëls blancs
Pour les articles homonymes, voir Noël blanc.
 (juillet 2017).
Si vous disposez d'ouvrages ou d'articles de référence ou si vous connaissez des sites web de qualité traitant du thème abordé ici, merci de compléter l'article en donnant les références utiles à sa vérifiabilité et en les liant à la section « Notes et références ».
Les Noëls blancs est un roman de Christian Signol publié en 2000.

## Résumé
En 1900 Auguste et Élise Barthélemy sont fermiers à Saint-Julien en Corrèze et ont trois enfants : François, 8 ans, Mathieu, 6 ans, et Lucie, 4 ans. À 12 ans, François est placé chez les Massalve à Ferrière. En 1911, le père Auguste est foudroyé. Lucie, 15 ans, devient chambrière chez les Boissière. La mère Élise meurt. François devient domestique chez une veuve. Mathieu est soldat en Algérie. François épouse Aloïse, la fille et est mobilisé en 1914. Lucie, enceinte, est envoyée chez les Douvrandelle à Paris. Mathieu devient régisseur des terres d'El Salah. Lucie a une fille, Élise et la met en nourrice. Aloïse a un fils, Edmond en 1916. Mathieu est mené à Verdun en 1917 et retrouve François. Norbert Boissière, père d'Élise, meurt. François revient fin 1918. Mathieu repart à El Salah où on lui a donné 15 hectares de terre. Il épouse Leïla. Aloïse a un fils, Charles en 1920. Lucie est renvoyée et va habiter chez son frère François. Mme Boissière a la garde officielle d'Élise à Paris. Lucie épouse Jan, de nationalité allemande, et le suit. Aloïse a sa fille Louise en 1928. Charles va en pension à Égletons en 1931. Lucie a un fils Heinz. Leila meurt. Ils fêtent Noël 1935 tous ensemble.

## Publication
- Les Noëls blancs, Ce que vivent les hommes, tome 1, Éditions Albin Michel, 2000  (ISBN 978-2-226-11635-2).
- Les Printemps de ce monde, Ce que vivent les hommes, tome 2, Éditions Albin Michel, 2001  (ISBN 2-226-12741-0).